# Дітагойя
Дітагойя (грец. Διθαγοια) — теонім, відомий лише за посвятою доньки Скілура Сенамотіс за боспорського царя Перісада V. Дослідження храмового комплексу, у якому було знайдено офірний стіл, присвячений Дітагойї з посвятою скіфської царівни, дали підстави для висновків, що він належав Гекаті Хтонії.

| «На превеликий жаль, тривалий пошук цього теоніма як в загальних довідниках, так і в численних епіграфічних виданнях наразі не мав успіху, не виключено, що ця епіклеза взагалі унікальна. Загальний характер святилища та зроблених у ньому знахідок свідчить, що воно було присвячено жіночому божеству, що виступало, вочевидь, в іпостасі Артеміди-Гекати, однак і у цих двох богинь не знаходиться епітетів, які нагадують наш. Не грецький характер теоніма очевидний.»[2] |
Отже, Геката — божество хтонічне й нічне, з однієї сторони розглядалася як повелителька примар і демонів, віщих жахливих сновидінь, всілякого чаклунства й ворожби, прокльонів, заклять, епідемій тощо, з іншої — вона відвертає ці прокльони, закляття, хвороби від людини, дітей чи родини, навіть виступає як захистниця породіль та як одна з найголовніших божеств, які були у колі уваги античної жінки-матері, жінки-берегині родинного вогнища.
Враховуючи унікальність згадки теоніму Дітагойя, наразі можливо припустити, що він може належати як незгаданій Геродотом представниці скіфо-сколотського пантеону, так й бути як іншим ім'ям однієї з скіфських богинь, так і адаптованим скіфським (чи навіть сіндо-меотським) ім'ям Гекати у одному зі своїх численних уособлень.
Переконливої етимології не запропоновано.

## Грецький текст посвяти[4]та її переклад (за Ю.Г.Виноградовим)[2]
укр. За царя тричі Перісада, сина царя Боспору Перісада, Сенамотіс, дружина Геракліда та донька Скілура, присвятила цей офірний стіл Дітагойї.